# Boris Alexandrowitsch Bachmetjew
Boris Alexandrowitsch Bachmetjew (russisch Борис Александрович Бахметьев; * 1880 in Tiflis, Russisches Kaiserreich; † 21. Juli 1951 in Brookfield, Connecticut) war ein russischer Ingenieur und Diplomat.
Bachmetjew studierte in Sankt Petersburg und an der ETH Zürich.
Er war 1917 russischer Botschafter in den Vereinigten Staaten, von der Oktoberrevolution bis 1922 nur noch als Bevollmächtigter der ehemaligen Provisorischen Regierung. Anschließend wurde er Professor an der Columbia University, wo er das heute nach ihm Bakhmeteff Archive benannte Archiv für russische Kultur mitbegründete.